# دويري تحتي

المنحنى الأحمر هو دويري تحتي يتولد من تدحرج الدائرة السوداء الصغرى داخل الدائرة الزرقاءالكبرى (المعاملات كالتالي R=3.0 ، r=1.0، أي أن k=3 ومن ثم فإن المنحنى الناتج يكون مثلث الشكل ويعرف بالمنحنى الدالاني.)

في الهندسة الرياضية، الدويري التحتي أو الدحروج الداخلي (بالإنجليزية: hypocycloid) هو منحنى مستوٍ يتولد من نقطة معينة على دائرة صغيرة تتدحرج دون انزلاق داخل دائرة أخرى أكبر، ويشبه إلى حد كبير الدويري غير أن الأخير هو مسار نقطة ثابتة على دائرة تتدحرج على خط مستقيم.

## خواصه
المعادلتان البارامتريتان للدويري التحتي الناتج من تدحرج دائرة صغرى نصف قطرها r داخل دائرة كبرى نصف قطرها R = kr هما:
{\displaystyle x(\theta )=(R-r)\cos \theta +r\cos \left({\frac {R-r}{r}}\theta \right)}
{\displaystyle y(\theta )=(R-r)\sin \theta -r\sin \left({\frac {R-r}{r}}\theta \right),}
أو
{\displaystyle x(\theta )=r(k-1)\cos \theta +r\cos \left((k-1)\theta \right)\,}
{\displaystyle y(\theta )=r(k-1)\sin \theta -r\sin \left((k-1)\theta \right).\,}
الدويري التحتي يكون مغلقًا إذا كانت k قيمة صحيحة وتكون عدد قُرَن المنحنى في هذه الحالة مساوية للعدد k (القُرْنَة هي نقطة تلاقي فرعين من المنحنى، ويكون المنحنى عندها غير قابل للاشتقاق)